# Hideshi Matsuda
Hideshi Matsuda - em japonês:  松田 秀士, transl. Matsuda Hideshi (Kochi, 22 de dezembro de 1954) é um automobilista e jornalista japonês.

## Carreira

### Super GT e 24 Horas de Le Mans
Matsuda era repórter da Tokyo Broadcasting System (uma das principais emissoras de televisão do Japão) quando passou a disputar o Super GT (na época, JGTC) em 1993, quando já tinha 38 anos de idade. Em 20 temporadas, venceu 7 provas (2 pela categoria GT1 e 5 na GT300), chegou 6 vezes na segunda posição e foi 5 vezes terceiro colocado, obtendo o vice-campeonato em 2000.
Sua única participação nas 24 Horas de Le Mans foi em 2001, pilotando um Reynard-Judd da equipe Dick Barbour Racing, juntamente com o belga Didier de Radiguès e o alemão Sascha Maassen, na classe LMP675. Eles abandonaram a prova após 95 voltas.

### CART e IRL
Na CART, Matsuda inscreveu-se para as 500 Milhas de Indianápolis pela equipe Dick Simon Racing. Mesmo sem experiência na categoria, surpreendeu ao largar em 14º lugar, abandonando na volta 92 devido a um acidente. Em 1995, assinou com a Beck Motorsports, onde pilotaria um Lola-Ford do ano anterior. Classificado na vigésima posição, Matsuda terminou a prova em 15º, sendo inclusive elogiado pelo mestre de cerimônias da Indy 500 por não ter batido.
Sua terceira participação na Indy 500, em 1996 (a primeira da recém-criada Indy Racing League), o japonês classificou-se em 30º lugar e teve que largar dos boxes devido a um problema de motor. Terminou na oitava posição (3 voltas atrás do vencedor, Buddy Lazier), garantindo a trigésima posição na classificação geral, com 27 pontos.
De volta à CART em 1998, Matsuda disputou pela primeira vez uma prova que não seria as 500 Milhas, assinando com a Della Penna Motorsports para divulgar o GP de Motegi, o primeiro disputado no Japão. Aos 43 anos, chegou a participar da pré-temporada e, na corrida, largou na 25ª posição, uma à frente do novato Hélio Castroneves. Encerrou a prova em 18º, a 16 voltas do mexicano Adrián Fernández.
Ainda participou de 2 edições das 500 Milhas de Indianápolis - em 1999, chegou na décima posição, e não conseguiu a classificação para a prova em 2000 após um violento acidente no bump day.